# 豐能町
豐能町（日语：／ Toyono chō */?）是位於日本大阪府西北部的行政區劃，同時與京都府和兵庫縣相鄰。地處北攝山系之中，轄區海拔高度約在400至600米之間，氣溫略低於大阪府的主要市區。
轄區被妙見山分成東西兩區，東部的產業以林業及農業為主，西部由於對外交通較方便，居民多為在外地工作的通勤族；兩區域之間並沒有道路可以直接通聯，往返皆須繞至能勢町或箕面市，也因此東部區域其實與相接鄰的箕面市止止呂美地區、茨木市見山地區，甚至京都府的龜岡市東別院町、西別院町屬於共同生活圈，西部區域則是與兵庫縣的川西市屬同一生活圈。

## 歷史
現在的豐能町大部分區域過去在令制國時代屬於攝津國能勢郡，西部有一小部分地區屬於川邊郡，東南部的高山地區屬於島下郡，東北部的寺田地區和牧地區屬於山城國桑田郡。
其中高山地區是戰國時代著名的吉利支丹大名高山右近的出生地，在1613年幕府禁止基督教後，也成為「隱匿基督徒村落」。
在江戶時代，大部分區域都是幕府直屬的領地，但位於東部的部分地區包括高山地區屬於高槻藩。
19世紀明治維新後，這些區域曾先後隸屬大阪府司農局、大阪府北司農局、久美濱縣、攝津縣、豐崎縣、兵庫縣、高槻縣，直到1871年第一次府縣整併後，除東北部的寺田地區和牧地區隸屬京都府外，其他地區都被劃入大阪府。
1889年實施町村制後，現在的豐能町西部地區屬於吉川村，東部區域屬於東能勢村，東南部的高山地區屬於清溪村，東北部的牧地區和寺田地區屬於西別院村。1955年到1958年期間，吉川村、已經隨著清溪村併入茨木市的高山地區和已經隨著西別院町併入龜岡市的牧地區和寺田地區先後併入新設立的東能勢村，東能勢村在1977年達到升格為町的條件後，在升格的同時改名為豐能町。

### 變遷表
| 1889年4月1日 | 1889年 - 1912年 | 1912年 - 1944年 | 1945年 - 1954年 | 1955年 - 1988年        | 1955年 - 1988年                 | 1989年 - 现在                   | 现在                            |
| ------------ | --------------- | --------------- | --------------- | ---------------------- | ------------------------------- | ------------------------------- | ------------------------------- |
| 东能势村     | 东能势村        | 东能势村        | 东能势村        | 1956年9月30日 东能势村 | 1977年4月1日 改制並改名為丰能町 | 1977年4月1日 改制並改名為丰能町 | 1977年4月1日 改制並改名為丰能町 |
| 吉川村       |                 |                 |                 | 1956年9月30日 东能势村 | 1977年4月1日 改制並改名為丰能町 | 1977年4月1日 改制並改名為丰能町 | 1977年4月1日 改制並改名為丰能町 |

## 交通
西部區域有能勢電鐵妙見線通往川西市，可再經由阪急電鐵寶塚本線通往其他地方；而東部區與沒有軌道交通，需依靠阪急巴士為主的路線客運往返周邊城市。

### 鐵路
能勢電鐵
- 妙見線：（川西市） - 光風台站 - 常盤台站 - 妙見口站

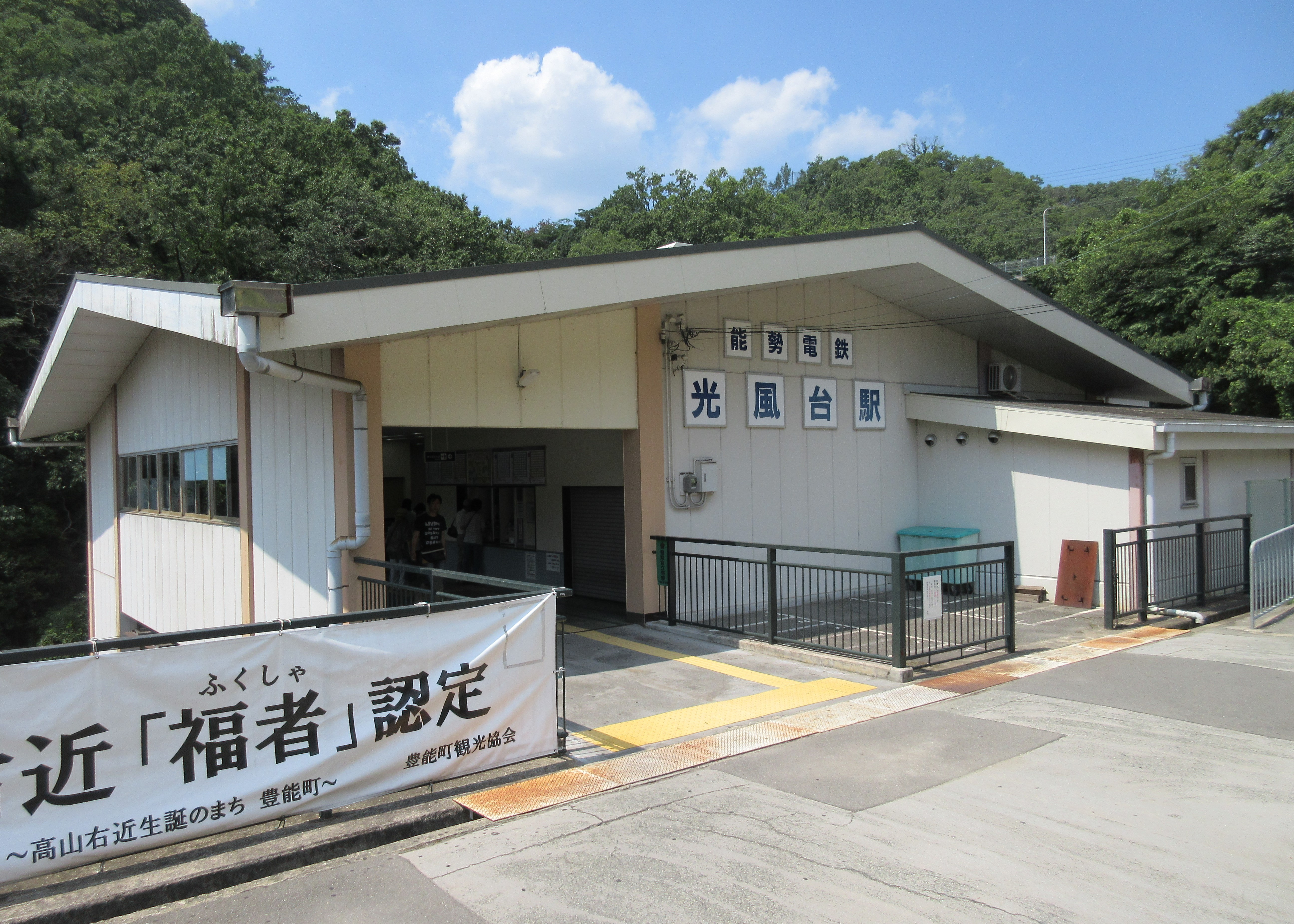
光風台車站
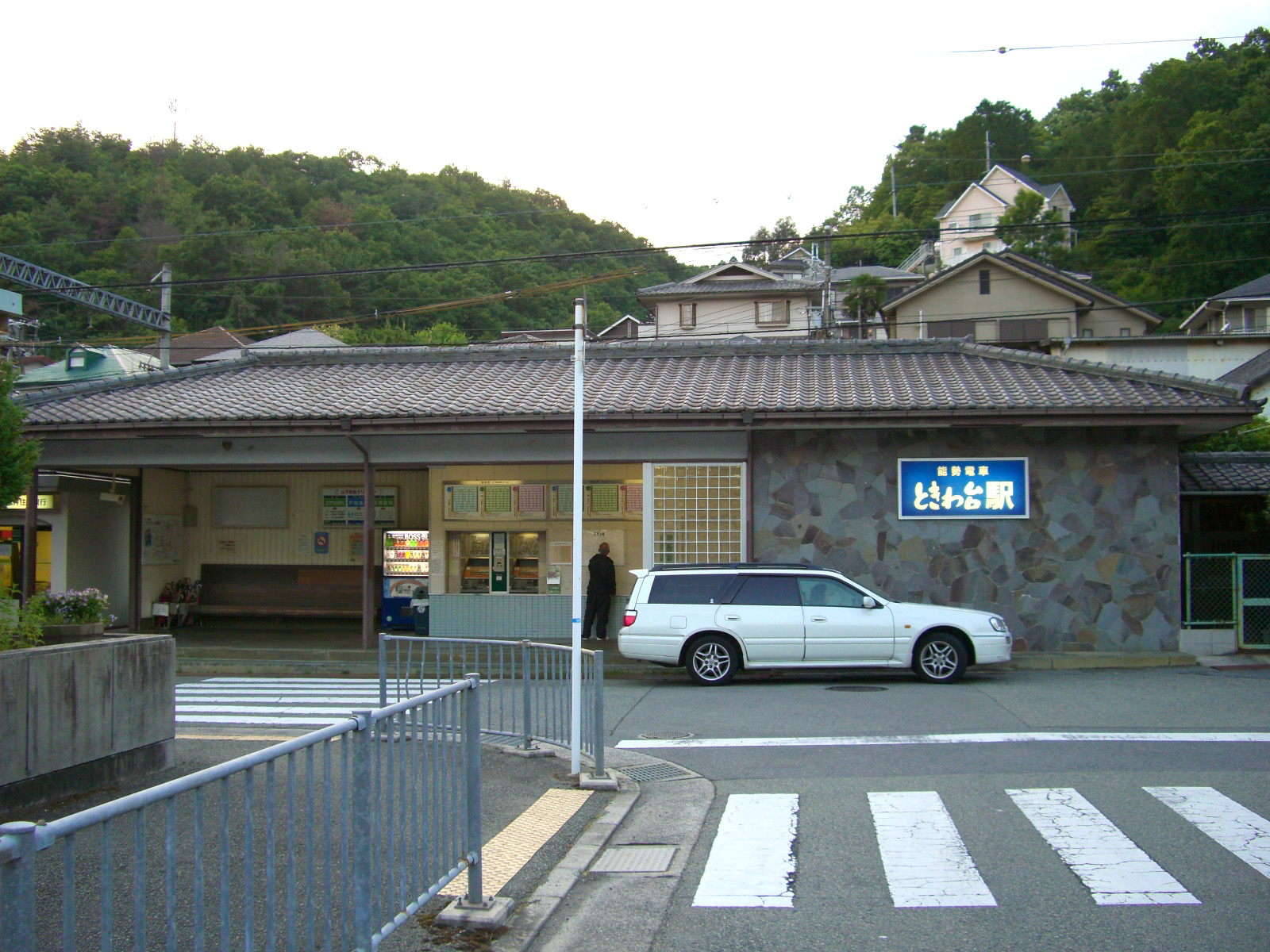
常盤台車站
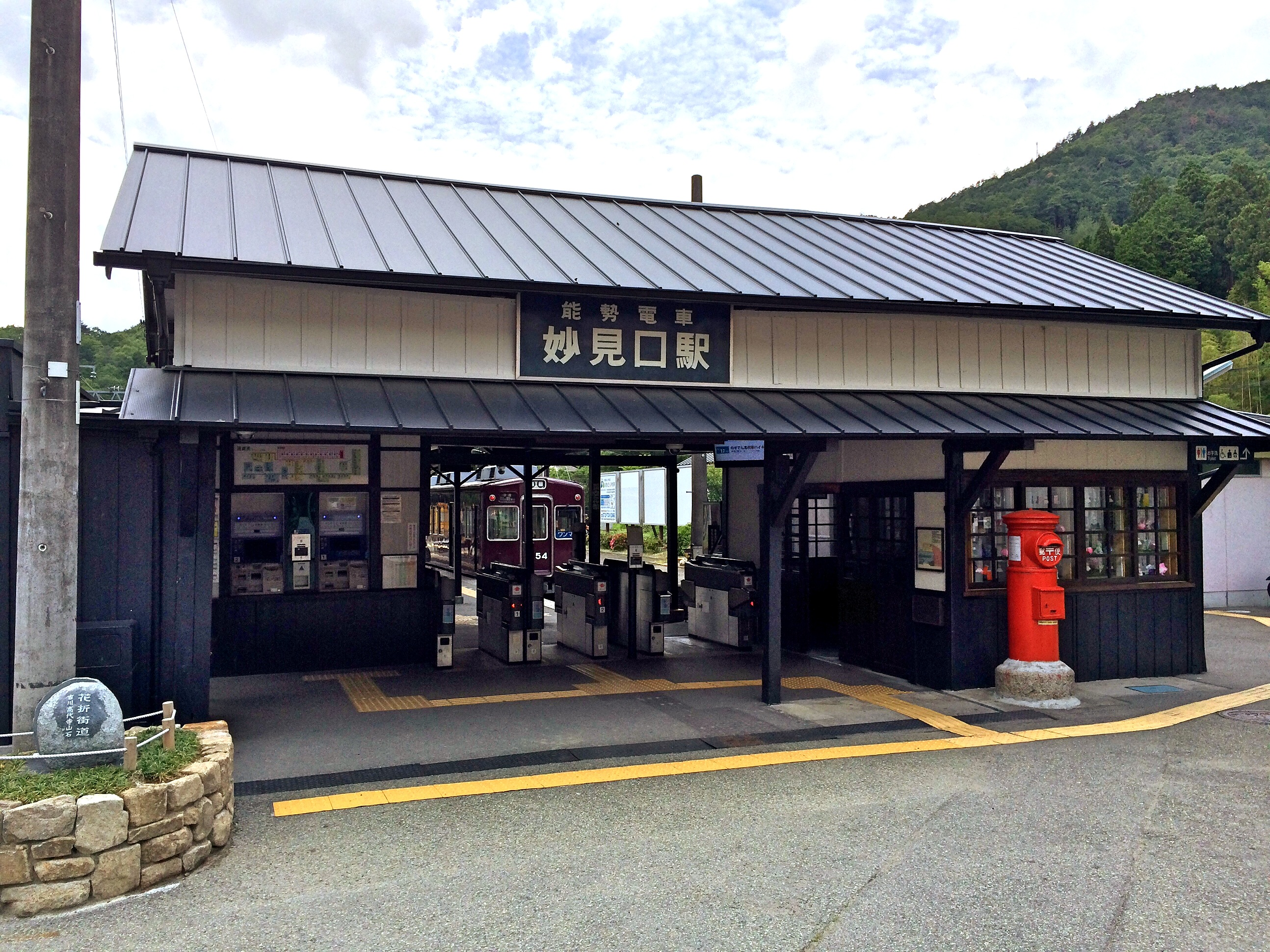
妙見口車站

## 觀光資源
位於大阪府、京都府、兵庫縣之間的妙見山及位於轄區中間區域的北部，山上有日蓮宗在關西地區的主要寺院－能勢妙見山。

## 教育
轄內沒有高等教育學校，也沒有高中，過去原本有大阪府立城山高等學校，但已在2008年關閉，現在豐能町是大阪府北部唯一沒有高中的行政區劃。

## 本地出身之名人
- 高山右近：戰國時代至江戶時代初期的武將、大名。
- 關本昌平：鋼琴家

## 外部連結
- （日語） 豐能町觀光協會（页面存档备份，存于）
- （日語） 豐能町觀光協會的Facebook專頁